# Gutium
Gutium (akkadisch Kuti-im, Gutebu-um, babylonisch Gutu-um, Guti-u) ist die Bezeichnung des Landes Guti (Landbezeichnung im Singular, neuassyrisch Guti, neubabylonisch Quteu), einer Region im iranischen Hochland bzw. in den Tälern des Zāgros-Gebirges. In späteren Zeiten gibt es Variationen dieser Bezeichnung im Tur Abdin und an den Quellen des Chabur, sodass die dazugehörige Volksgruppe schwer fassbar ist.
Nach Auffassung einiger Wissenschaftler ist der Name des Landes Kut, das um das angehängte /-ī/ die akkadische Nisbe und /-um/ der akkadische Nominativ ergänzt ist. In der Form 'Kut-ī-um' wurde der Name dann ins Sumerische übernommen. Über die Geschichte der Gutäer gibt es jedoch nur sehr wenige Quellen.

## Ursprungstheorien
Über den Ursprung der Guti kann keine sichere Aussage gemacht werden, da es keinerlei direkt zuzuordnende archäologische Funde aus der Zeit der Einwanderung gibt. Es wird eine Verbindung zwischen Gutäern, Lulubi (auch Lullubu oder Lullubäer) und Subartu (auch Shubur oder Subar) vermutet, die zur gleichen Einwanderungswelle gehörten.
Üblicherweise wird ihre Herkunft im Norden Irans (Godin Tepe) vermutet, von wo sie sich entlang des Tigris ausbreiteten, womit der Kaukasus sowie Asien als Ursprungsgebiet der Gutäer in Frage käme. Godin Tepe wird mit Awan identifiziert und in Akkadisch als Ashwan bezeichnet. Es liegt nördlich von Susa.
Für den Kaukasus spricht die Ausbreitung der Kura-Araxes-Kultur (um 2400–2000 v. Chr.) als Yanik-Kultur von Yanik Tepe bei Täbris nach Godin Tepe in der Nähe von Hamadan in Nordiran sowie nach Nordsyrien, die mit deutlich besserer Schmiedetechnik einhergeht. Da die Kura-Araxes-Kultur von vielen Forschern als indoeuropäisch angesehen wird, ist es möglich, dass die Guti bereits Träger einer indoiranischen Sprache waren. Anhand der wenigen Namen ist jedoch nicht festzustellen, welcher Sprachfamilie die Guti wirklich angehörten. Obwohl die Sprache der Guti selbst nur durch Namen belegt ist, wird aber auf einer Tafel aus Emar, datiert im mittleren Babylonischen Reich, dargestellt, dass man Übersetzer für die Sprachen der Guti, Subartu, Amoriter und Hurriter brauchte.
Für eine asiatische Einwanderung über Chorasan spricht das Erscheinen der Assyrer, deren erster König (der in Zelten lebenden Könige) auf 2236 v. Chr. datiert wird. Dafür spricht u. a. das Auftauchen eines weiterentwickelten Bogens, der die besondere Wertschätzung der Könige von Akkad genießt.
Aber auch im Osten Irans und dem dort vermuteten Marhashi (eventuell Dschiroft) sind Verbindungen bis nach Elam nachgewiesen, sodass eine Einwanderung auch von hier aus denkbar wäre.
Ihr ursprüngliches Siedlungsgebiet im iranischen Hochland lässt sich ebenfalls nicht mit Sicherheit bestimmen, angenommen wird u. a. das nördliche Luristan am Fluss Diyala. Auch die Stadt Kutha (Cuthah oder Cutha, sumerisch Gudua, modern Tell Ibrahim) wird mit den Guti in Verbindung gebracht.

## Gutium, Land der Guti
Die Lage von Gutium wechselte im Laufe der Geschichte und bezeichnet jeweils die Regionen, die nicht unter der Kontrolle der jeweiligen mesopotamischen Herrscher standen. Insofern wird für Gutium von einigen Wissenschaftlern keine feste Lage angenommen, sondern es wird als Synonym für wanderndes Bergvolk verstanden. Andere sehen Gutium generell das westliche Medien oder assoziieren es mit Kurdistan. Auch die Region Diyala wird als ursprüngliches Siedlungsgebiet der Guti angesehen. Godin Tepe unterhält dabei starke Kontakte zu Elam. Unter Cyrus wird Gobryas I. als Statthalter von Gurgium (Arbila in Sagartien) aufgezählt.
Guti (bzw. die babylonisch/assyrische Form Quti) wird im ersten Jahrtausend immer mehr als Schimpfwort für Bewohner des iranischen Hochlandes verwendet, so werden u. a. auch noch die einfallenden Kimmerer des 8. Jh. v. Chr. als Guti beschimpft. Reliefs aus der Zeit um 1100 v. Chr. zeigen regelmäßige militärische Operationen gegen die Guti, wobei diese von den Assyrern wohl teilweise mit Gurgum oder dem ehemaligen Land der Mitanni assoziiert werden. Frayne (1990) identifizierte die Stadt der Lulubi als Lulubuna in der kurdischen Region von Halabja. Auch diese Lokalisation ist nicht sicher.

## Politischer Aufstieg im antiken Mesopotamien

Lage von Anschan alias Awan

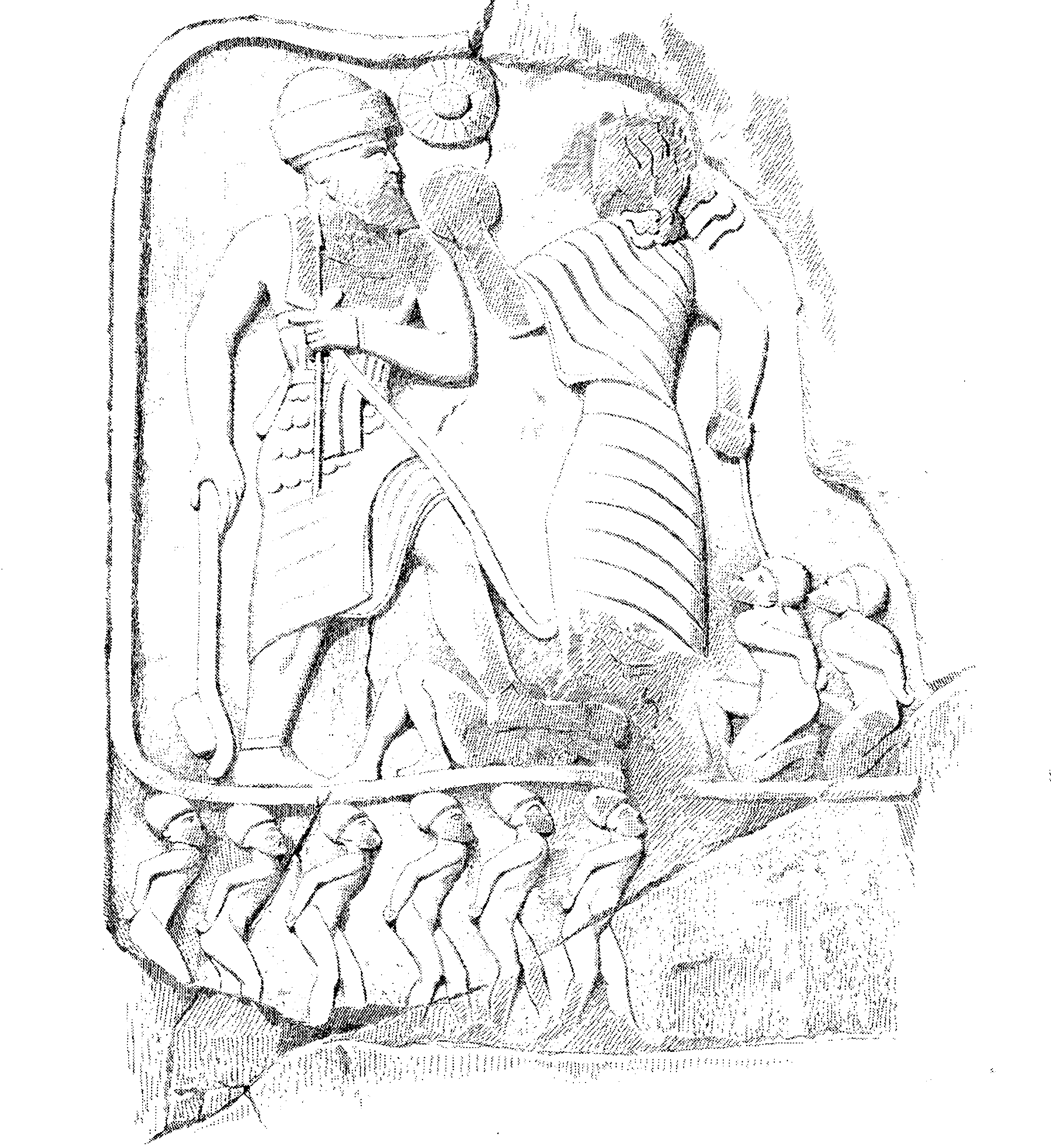
Anubanini, König der Lullubi. Das Relief befindet sich in der iranischen Provinz Kermānschāh.

Die Präsenz der Guti im Hochland des Iran ist durch Sargon von Akkad, Maništušu, Rimuš und Naram-Sin mehrfach belegt, die gegen das iranische Hochland Kriege führten. Sargon unterwarf u. a. Abal-gamaš von Warahše und Luh-ishan von Awan (ev. Ahvan), dem Hišep-Ratep auf den Thron folgte. Sargons Nachfolger Rimuš kämpfte gegen eine Rebellion des Abal-gamaš von Warahše in Parahsum (Parsa modern Persis), der eine Koalition mit Hišep-Ratep von Awan und Susa eingegangen war, zu der auch ein König Emah-sin (oder Emahsini, möglicherweise Gutäer Elulumeš alias Elulu in Lorestan, eroberte Akkad) gehört, über den leider nichts bekannt ist.
Später koaliert Naram-Sin mit dem König Hita von Awan (Name teilweise zerstört) durch dynastische Heirat, wodurch vorläufig die Rivalitäten zwischen Elam und Akkad beigelegt werden. In der Folge wird Naram-Sin als „Ehegatte der Ischtar Annunitum“ bezeichnet. Auch die Stadt Tupliaš und wahrscheinlich auch Kutha (Tell Ibrahim) wurde unter Naram-Sin ein Handelsposten und damit Siedlungsgebiet der Gutäer in Mesopotamien und Elam. Als Folge des Vertrages, der auf der Naram-sin-Stele eingraviert ist, wurde Elam ein gleichwertiger Partner und in Susa die elamische Stichschrift unter Puzur-Inshushinak dem Sohn der Naram-Sin-Tochter Bin-Kali-Sharri und des Hita von Awan eingeführt, die nach seinem Abgang wieder verschwand.
Des Weiteren eroberte Naram-Sin die Stadt Mari auf dem Weg zum oberen Meer (nach Nordsyrien), wo er die Subartu (oder Shubur, identifiziert mit Urkeš am Chabur und Nagar alias Tell Brak) sowie Ebla und Armanum (identifiziert mit Aleppo am Armanus Gebirge) schlägt und den König Rish-Adad an das steinerne Stadttor fest band. Unter Naram-Sin ist eine große Rebellion zahlreicher Städte belegt, die unter Führung der Lulubi unter König Saturni (oder Satuni) bzw. Anu-Bani-ni (der Zusammenhang ist unklar) von Lulume rebellierten, was durch die Naram-Sin-Stele belegt ist, darunter Gutium unter einem König Gula'an (ev. der Gründer von Kutha), Warahše und Šimurru (vermutlich bei oder hinter Zamua am oberen Zab). All das sind wohl vorwiegend frühelamische Städte die später wohl auch eine gutäische Eliteschicht hatten. Daraufhin setzt er Lipit-ili, seinen Sohn in Marad (Warahše) als Statthalter ein. Auch dessen Nachfolger Šar-kali-šarri rühmt sich noch einen Guti-König Sharlag (Sarlagab ca. 2195) geschlagen und Gutium das Joch auferlegt zu haben. Die Dynastie wird aber durch eine erfolgreiche Rebellion der Guti (vermutlich mit Beteiligung der Elamiter) beendet, die das Reich Akkad anschließend regierten. Der hier vorgestellte Zusammenhang ist aus Bruchstücken dürftig rekonstruiert und nur gering belegbar. Die genauen Zusammenhänge und Ethnien dieser Zeit sind derzeit kaum nachvollziehbar und bedürfen weiterer Entzifferungen von Keilschrifttafeln, die hoffentlich mehr Licht in die Geschichte der Gutäer bringen wird.

## Könige
Als die ersten Könige der Gutäer gelten Erridu-puzur und Imta, die um 2210 v. Chr. bis 2004 v. Chr. regierten. Šulme besiegte schließlich den letzten Herrscher der Akkad-Dynastie Šar-kali-šarri, womit die Gutäer um 2191 v. Chr. die Herrschaft über Akkad übernahmen, die 75 Jahre bis 2116 v. Chr. andauern sollte. Dabei übernahmen die Gutäer sämtliche Titel von Akkad und passten sich in vielen Belangen der mesopotamischen Gesellschaft an. Als namensgebenden Gründer der Gutäer-Dynastie bezeichnen sie einen Harhar.

## Untergang
In Sumer und Akkad werden die Guti als Strafe des Enlil mit dem Instinkt der Wölfe und dem Aussehen von Affen verunglimpft. Ihre Herrschaft wird als katastrophal dargestellt. Offenbar waren die Könige der Gutäer mit der urbanen Stadtwirtschaft nicht vertraut, was zu Versorgungsfehlern führte und die Bevölkerung gegen ihre Herrschaft aufbrachte. Durch eine gemeinsame militärische Aktion der Könige von Sumer und Akkade wurden die Guti schließlich unter Utu-Hengal von Uruk und dessen General (und Nachfolger) Ur-Nammu von Ur wieder in die Berge zurückgetrieben. Der geschlagene letzte Gutäer-König Tirigan, der nur ganze 40 Tage regierte, flüchtete ins nordöstliche Iran. In der Folge verliert Mesopotamien den Kontakt und die Erinnerung an Meluḫḫa in Südasien, da die Handelswege blockiert wurden. Einer Theorie zufolge wanderte Tirigan mit seinem Gefolge nach Nordindien ein und wird zum Schöpfer der frühen vedischen Religion, die später zur Religion der dortigen Indoarier wird. Der Großteil der Gutäer dürfte jedoch in die Gesellschaft des Tieflandes, so z. B. in Aššur, eingegliedert worden sein.

## Einfluss auf die Religionsentwicklung

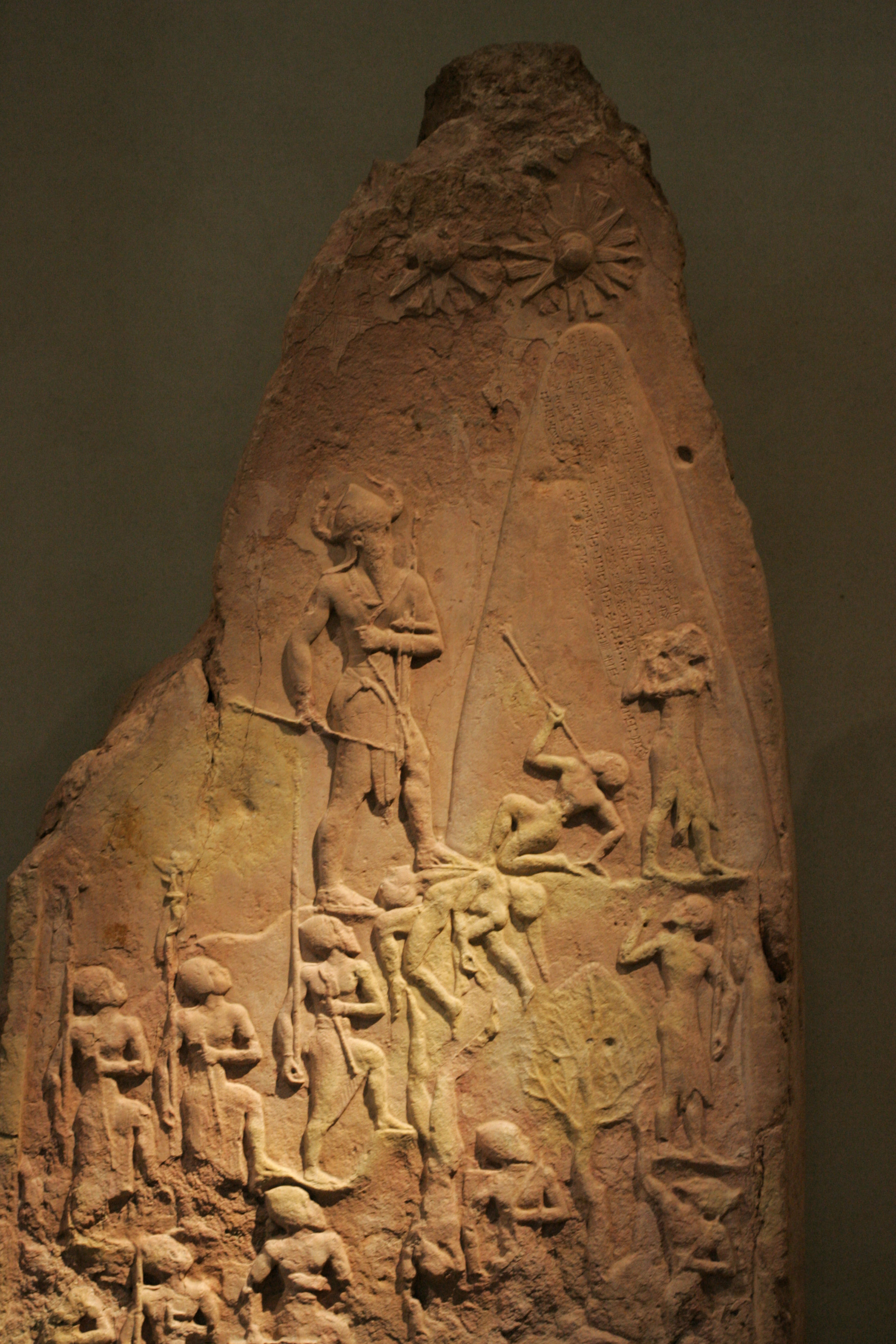
Narām-Sîn-Stele

Die dynastische Heirat und der Machtkampf zwischen Akkad und Guti sowie deren Vertreibung stellen den mythologischen Hintergrund mehrerer Legenden dar, die von einem zum anderen entlehnt wurden und dabei erhebliche Veränderungen erfuhren. So werden die gutäischen Igigi zu Totenrichtern und später zu Šebettu, das heißt zu Dämonen amtierender Könige, die sie mit Krankheiten, Seuchen, Unwetter und Dürre bedrohen (z. B. Erra zum Pestgott), während die sumerischen Anunna eine Art beratende Götterrat (Schutzengel) für die lebenden Könige in Mesopotamien werden, die sie auf dem rechten Weg leiten sollen. Mit der Zeit wird die Sichtweise auf die Gutäer während des babylonischen Aufstieges immer negativer. So wird Ishtar (die sumerische Inanna, Herrin der Berge) als Igigu aufgezählt und in der babylonischen Mythologie zu einer Art von Femme fatale. Ihre Schwester Ereškigal wird zur Königin von Irkalla der Unterwelt und damit zur Herrin der Šebettu. Erwähnt sei auch Anahita, die in der iranischen Avesta eine vergleichbare Rolle wie Enki einnimmt.
Die ursprünglichen Vergöttlichungen früher Herrscher der damals rivalisierenden Dynastien stellen den historischen Hintergrund des babylonischen Schöpfungsmythos Enūma eliš dar. Dessen Weltordnung erlangte durch Babylon und Assyrien große Verbreitung bis hin zu den Phöniziern. Die Darstellung, wie Rish-Adad an das steinerne Stadttor gefesselt wird, ist unter anderem der Ursprung des griechischen Prometheus oder später auch von Loki, die zur Strafe von dem jeweiligen Himmelsgott an einem Felsen gefesselt werden. Sicherlich finden sich vergleichbare Götter auch noch in weiteren Kulturmythen.
| Bezeichnung | Ethnikon      | Herrscher          | Quelle                  |
| ----------- | ------------- | ------------------ | ----------------------- |
| Guti        | Šurgadäer     | Sargon I.          | Levine 1972, 38, II, 34 |
| Guti        | Mannai        | Sargon I.          | 8. Feldzug              |
| Quti        | Mannäer       | Assurhaddon        | Zadok 2002, 90          |
| Quti        | Bīt-Sangibuti | Tiglat-Pilesar II. | Zadok 2002, 90          |
| Quti        | Sunbu         |                    |                         |
| Quti        | Allabria      |                    |                         |
| Quti        | Namri         |                    |                         |
| Quti        | Hubuškia      |                    |                         |
| Quti        |               | Aššur-reš-iši I.   |                         |
| Guti        | –             | Adad-Nirari III.   |                         |

## Ende
Später werden die Gutäer von den Kassiten, dann von iranischen Stämmen verdrängt, schließlich verschwanden sie spurlos. Die geschichtliche Würdigung der Gutäer ist meist negativ. Nach Bottéro haben die Gutäer 

„viel Zerstörung angerichtet, und soweit wir sehen, nichts Positives hinterlassen, nichts gebaut und nichts Eigenes nach Mesopotamien eingebracht.“